# Streptochaeta sodiroana
Streptochaeta sodiroana är en gräsart som beskrevs av Eduard Hackel och Luis Aloysius, Luigi Sodiro. Streptochaeta sodiroana ingår i släktet Streptochaeta och familjen gräs. Inga underarter finns listade i Catalogue of Life.